# Warner Mountains
Warner Mountains je přibližně 140 km dlouhé pohoří na severovýchodě Kalifornie a částečně v jižním Oregonu. Pohoří se rozkládá od severu k jihu, na východě Modoc County a na jihu Lake County.
Oblast je součástí Velké pánve, nejvyšší horou je Eagle Peak (3 015 m).
V oblasti se nachází chráněná území Modoc National Forest, Fremont National Forest a South Warner Wilderness.

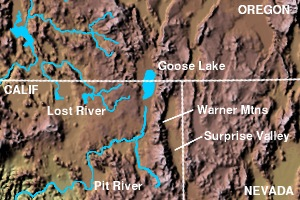
Warner Mountains